# Região Geográfica Imediata de Itapajé
A Região Geográfica Imediata de Itapajé é uma das dezoito regiões imediatas do estado brasileiro do Ceará, uma das cinco regiões imediatas que compõem a Região Geográfica Intermediária de Fortaleza e uma das 509 regiões imediatas no Brasil, criadas pelo IBGE em 2017.
É composta por seis municípios, tendo uma população estimada pelo IBGE para 1.º de julho de 2017, de 153 423 habitantes e uma área total de 4 800,919 km².
A cidade de Itapajé é a mais populosa da região, com 51 945 habitantes e a cidade de Irauçuba é a maior em área, com 1,461,22 km².

## Municípios ARARI MA
- Apuiarés
- General Sampaio
- Irauçuba
- Itapajé
- Pentecoste
- Tejuçuoca